# Handen (stacja kolejowa)

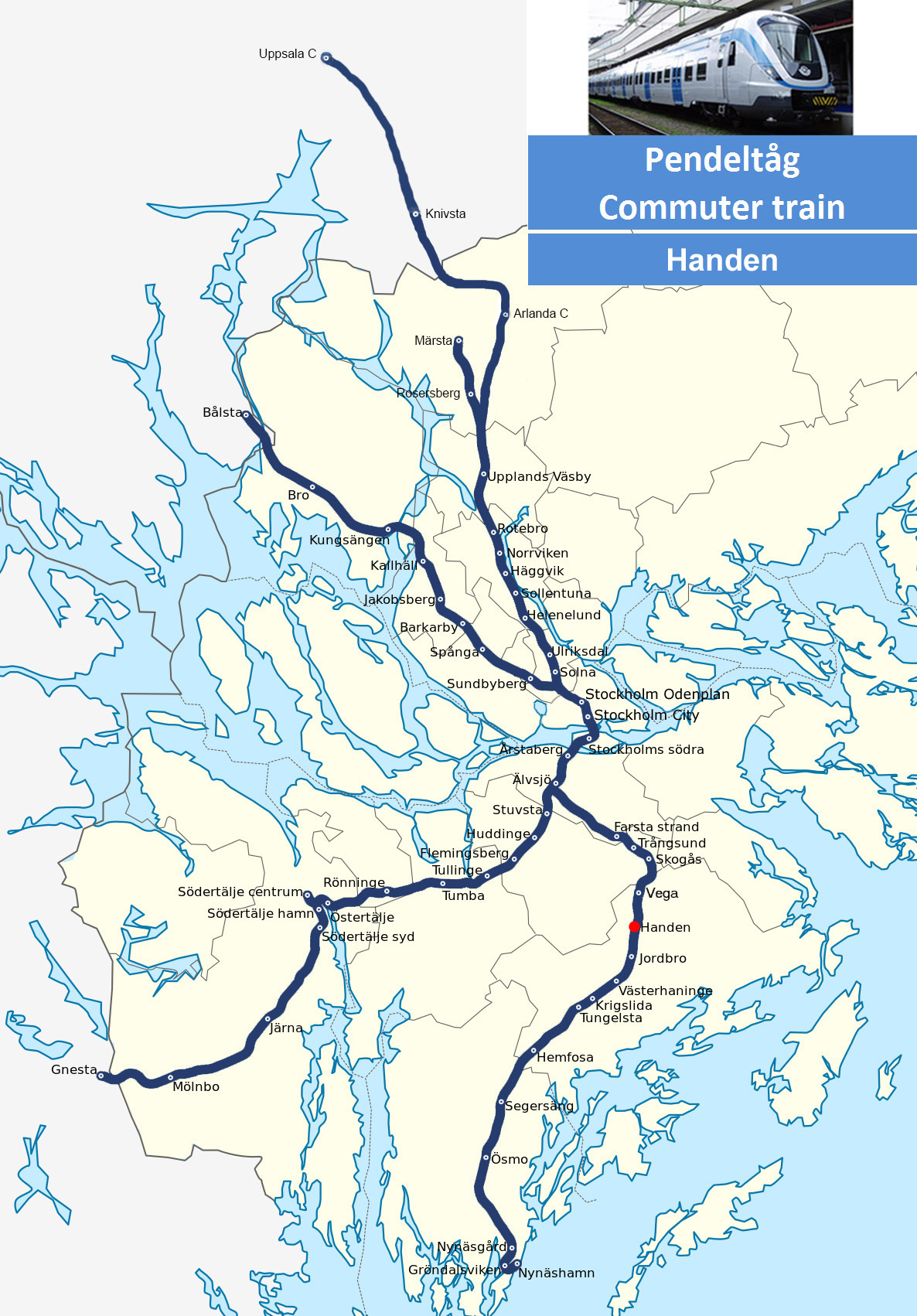
Położenie stacji na sieci Pendeltåg

Handen – stacja kolejowa w Gminie Haninge, w dzielnicy Handen, w regionie Sztokholm, w Szwecji. Położona jest pomiędzy stacjami Skogås i Jordbro. Składa się z jednego peronu wyspowego, hali biletowej która znajduje się na wiadukcie w sąsiedztwie dworca autobusowego i została oddana do użytku w 1973 roku. Terminal autobusowy jest ważnym punktem transferu między pociągami i autobusami i stanoi centrum dla autobusów na terenie gminy Haninge. Stacja dziennie obsługuje około 7 700 osób (zima 2012). Liczbę pasażerów w całym obszarze terminalu szacuje się na 14 500.

## Galeria

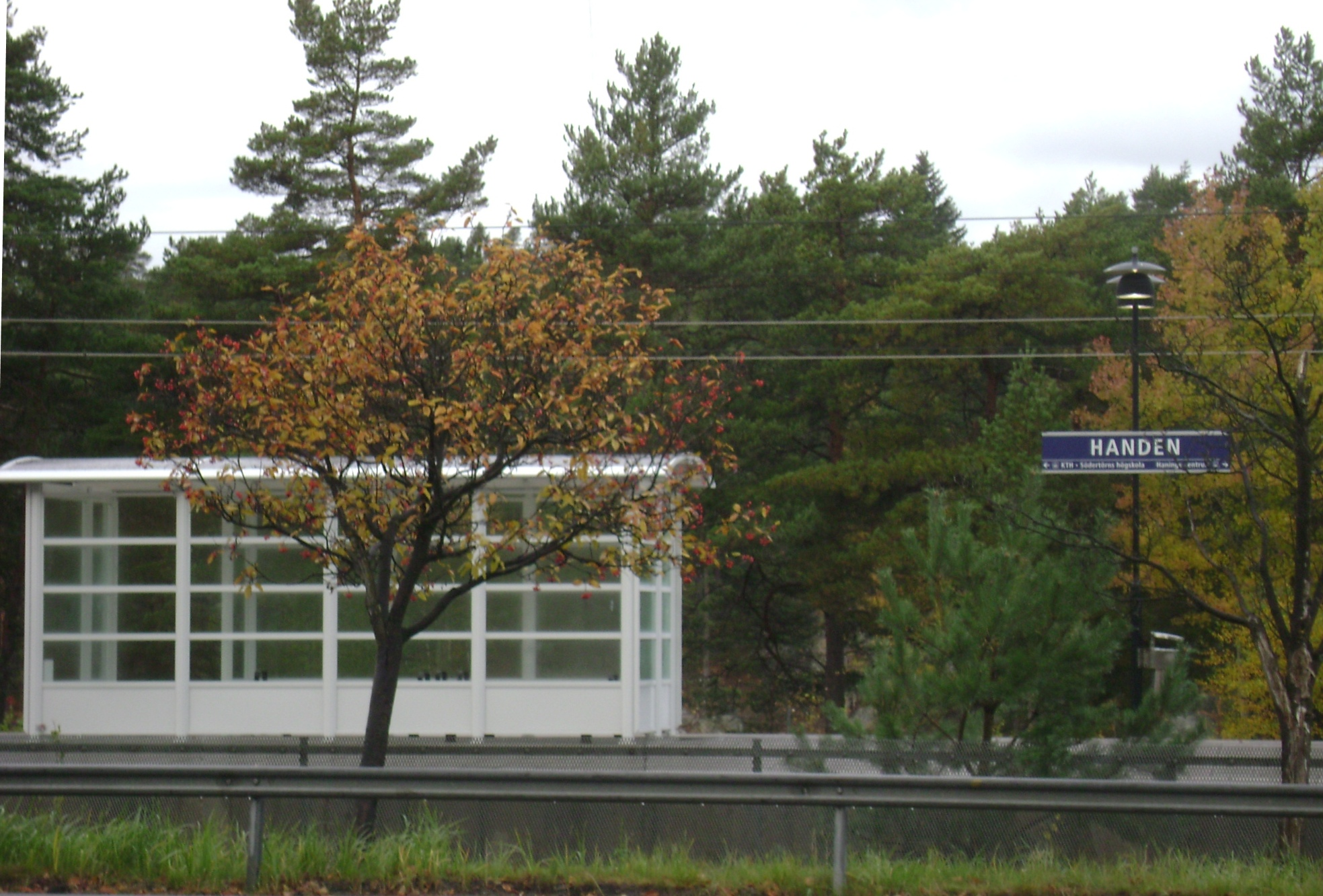
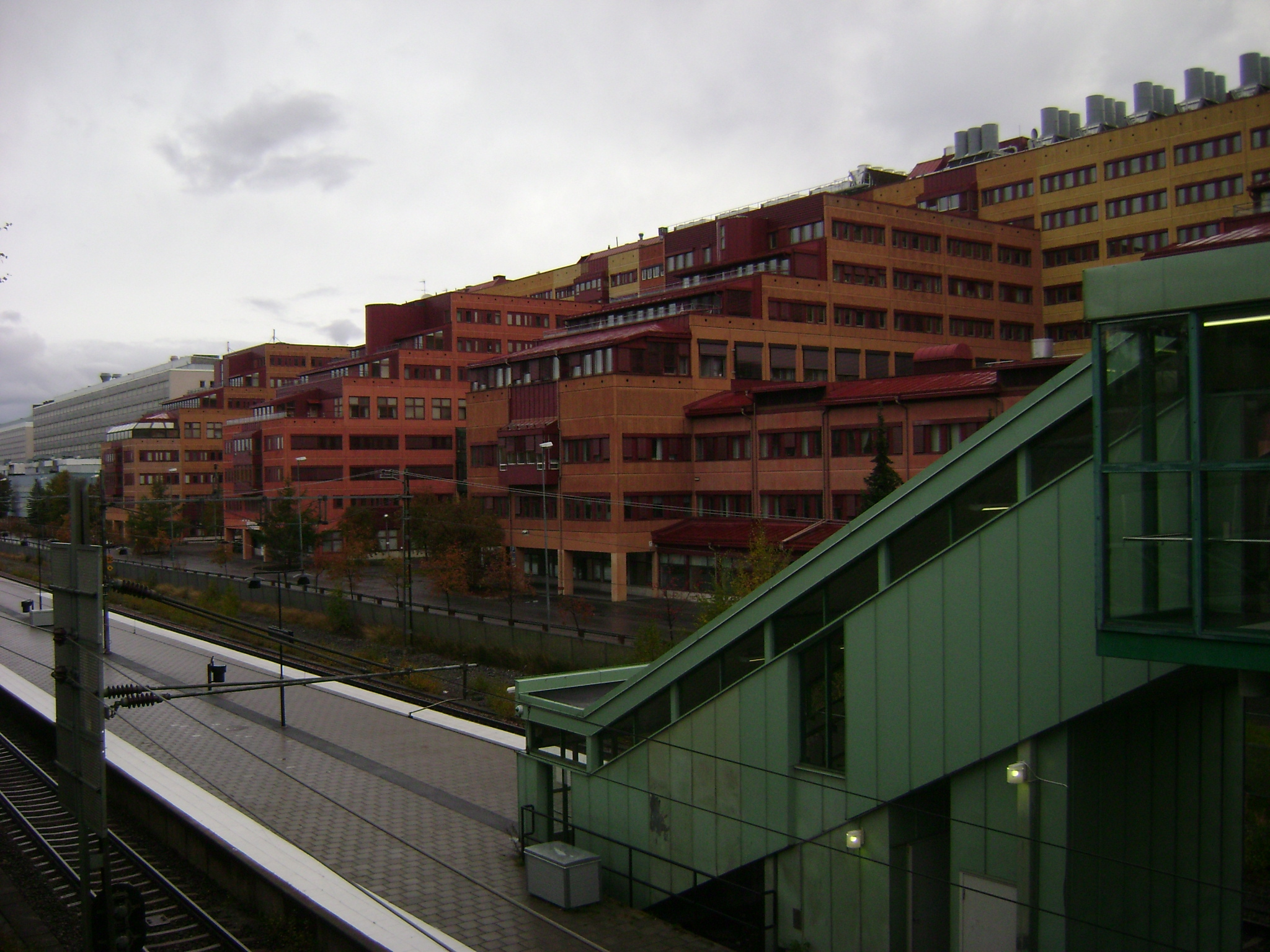
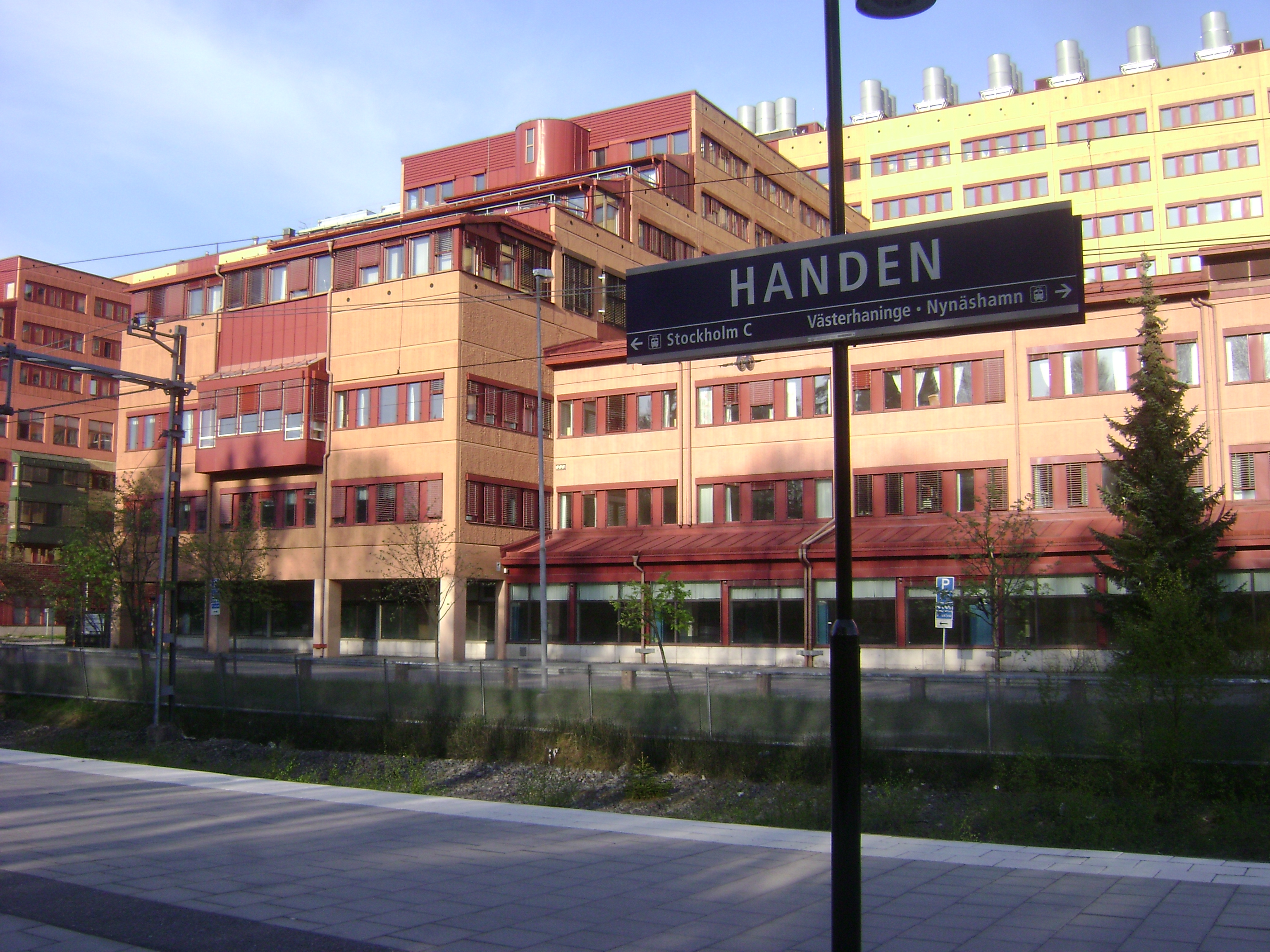
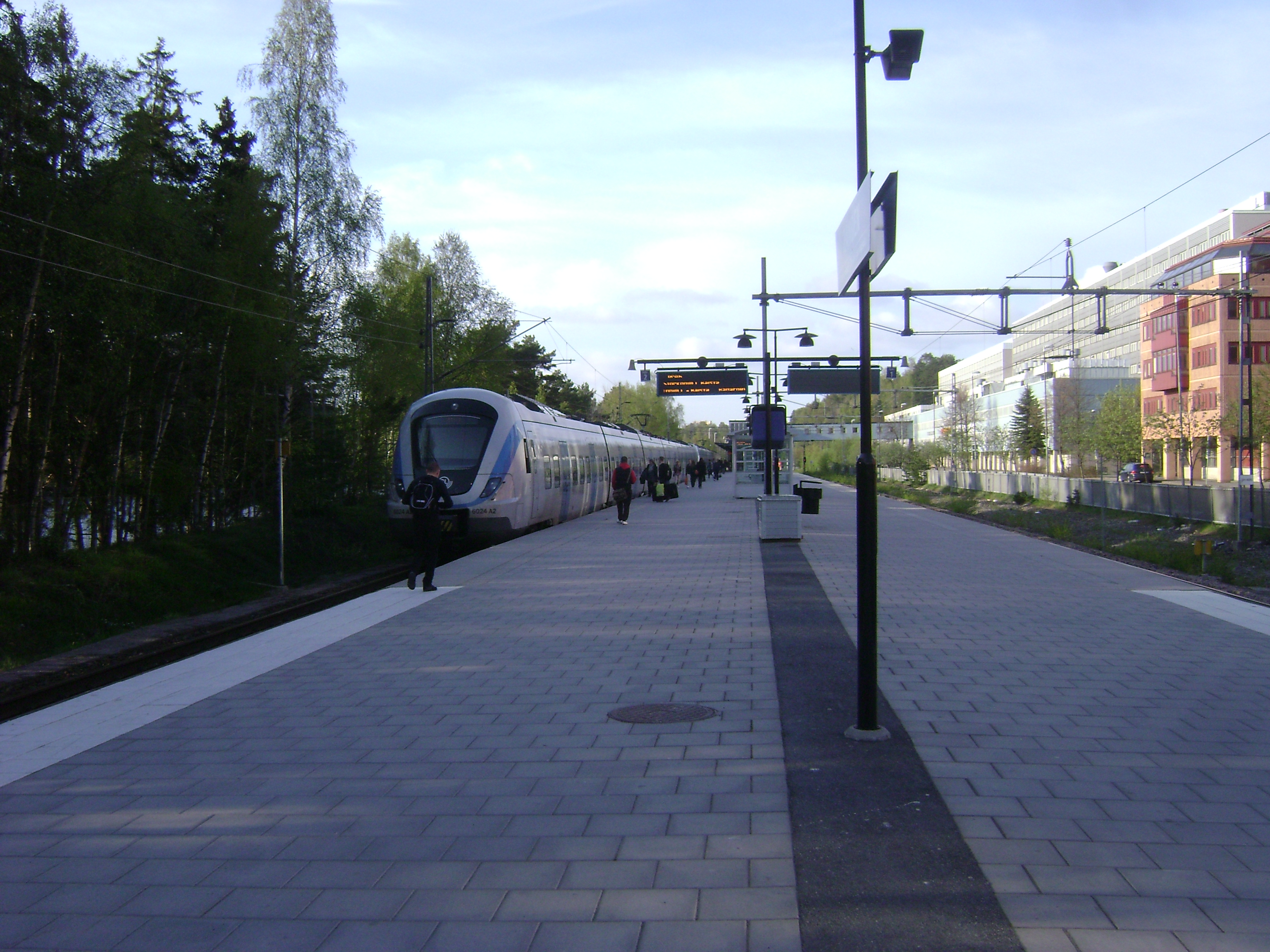
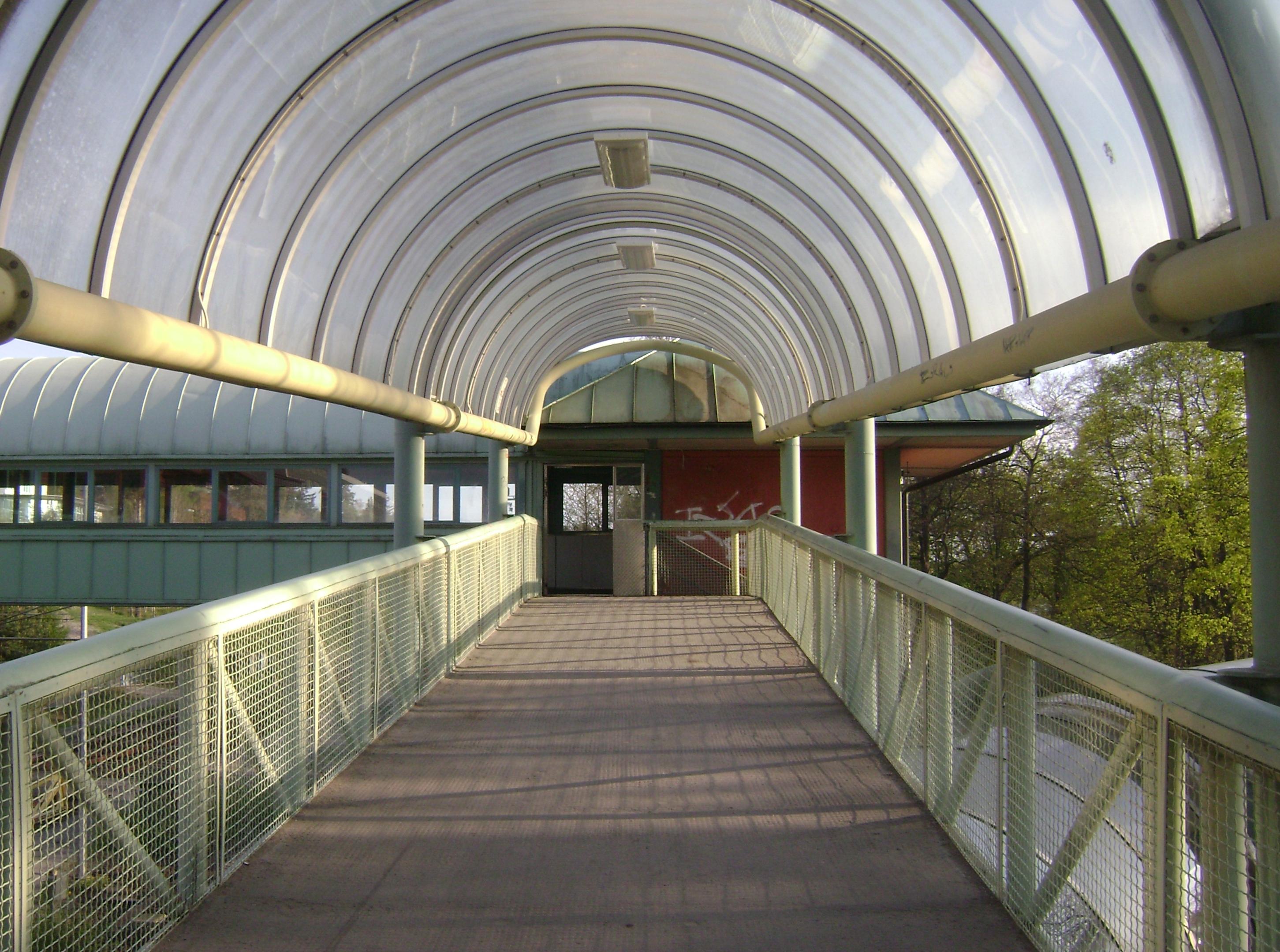
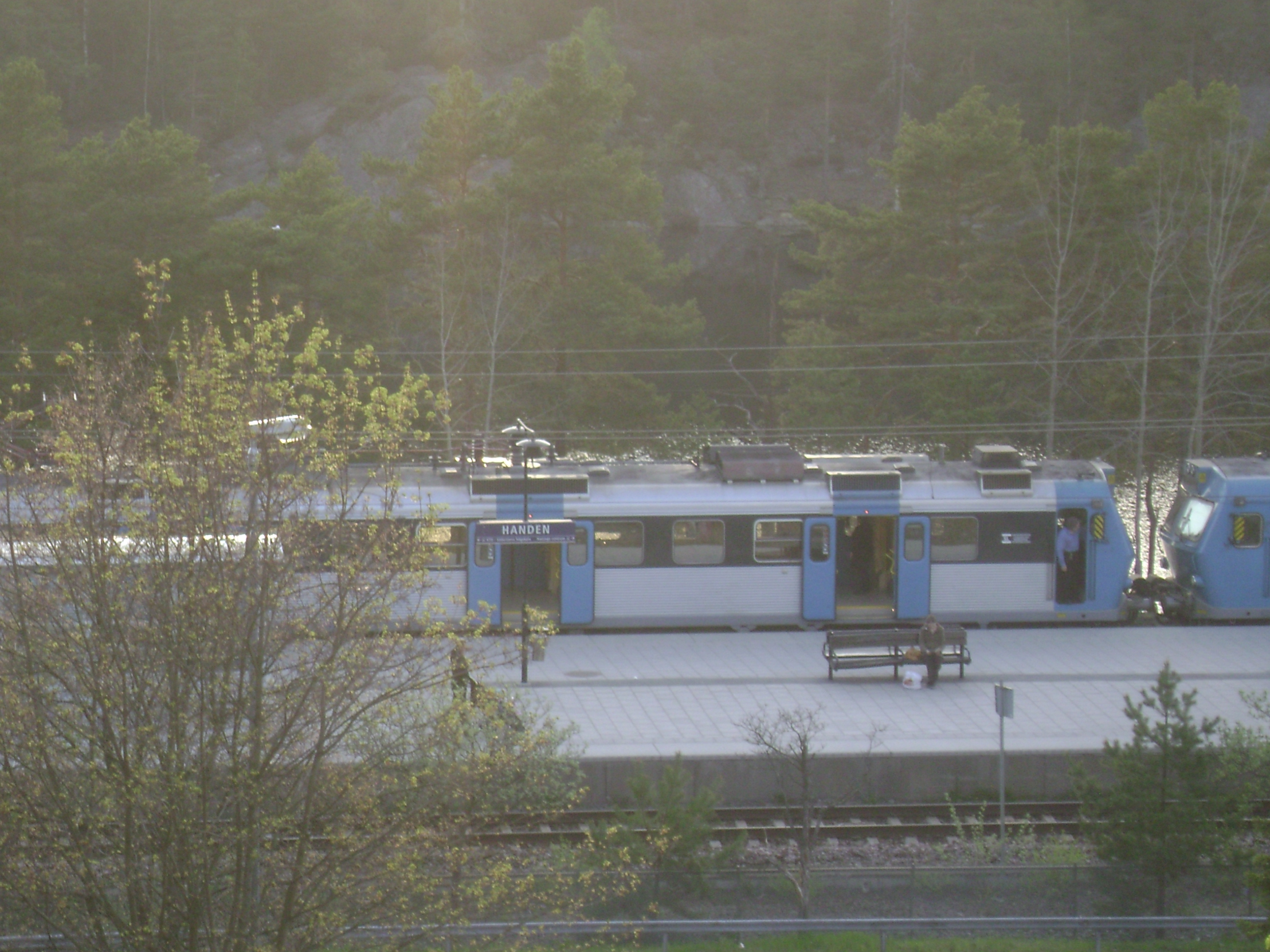
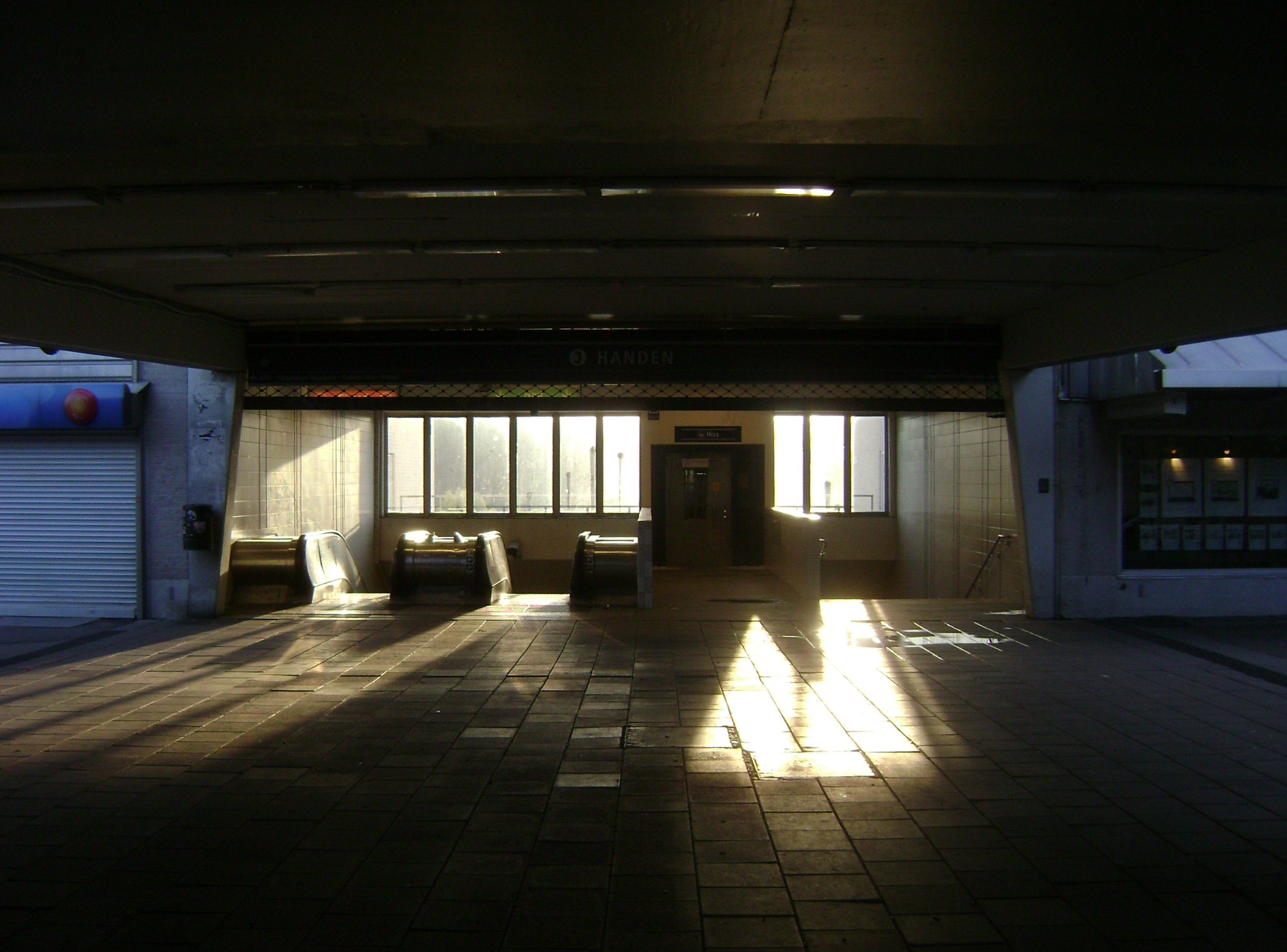

## Linie kolejowe
- Nynäsbanan